# Nordermarkt
Der Nordermarkt (dänisch: Nørretorv) ist einer der beiden Hauptmarktplätze in der Flensburger Innenstadt.

## Geschichte
Mit der Gründung des Kirchspiels St. Marien an der Flensburger Förde ungefähr im Jahr 1170, sie ist eine der Gründungssiedlungen Flensburgs, entstand auch bald darauf der wohl älteste Marktplatz der Stadt, der zwar primär als Marktplatz diente, aber auf dem auch der Strafvollzug seine Urteile umsetzte, einschließlich Hinrichtungen. 1595 wurde der Schrangen errichtet, an dessen Südseite eine Kette angebracht war, die als Pranger diente. Durch den Schrangen, mit seinen Arkaden, gelangt man zur nahgelegenen Marienkirche, welche mit ihrem Kirchturm den Nordermarkt überragt. Doch auch über die darüber liegende Große Straße gelangte man schon im Mittelalter zur Kirche und in die andere Richtung zum Thingplatz und von dort weiter über den Holm zum Südermarkt, einem weiteren Marktplatz der Stadt. Unterhalb des Nordermarktes lag auch schon damals der Schiffbrückplatz (erhielt im Jahr 1997 den neuen offiziellen Namen Willy-Brandt-Platz), welcher direkt am Hafen lag.
Neben dem Nordermarkt und dem Südermarkt entstanden im Laufe der Zeit noch weitere Marktplätze in Flensburg, der Südermarkt, der Hafermarkt, der Ochsenmark und in jüngerer Zeit der neue Ochsenmarkt sowie der Twedter Plack, welcher heute ebenfalls als kleiner Marktplatz genutzt wird. Im 19. Jh. befand sich beim Nordermarkt das Hotel Rasch, in welchem beispielsweise Hans Christian Andersen und Theodor Fontane abstiegen. In der Gründerzeit entstanden im Osten und Westen des Nordermarktes neue Bauten. Das backsteinerne Kaufmannshaus Hansen am Rande des Nordermarktes, das den Trend zu Backsteinfassaden verdeutlicht, entstand in den Jahren 1868/69. Zum Ende des Zweiten Weltkrieges wurde Flensburg von britischen Einheiten besetzt. Seit dem 13. Mai 1945 wurden die von der englischen und amerikanischen Militärbehörde erlassenen Verordnungen und Gesetze am Nordermarkt sowie am Südermarkt auf großen Tafeln veröffentlicht. Derweil befand sich noch im Vorort Mürwik weiterhin die letzte Reichsregierung.
Seit den 1980er Jahren wird der Nordermarkt primär als Fläche für die Außenbewirtung der angrenzenden Gastronomie genutzt. Im Jahre 1990 wurde die Hansens Brauerei beim Nordermarkt eröffnet. Bis ins Jahr 2000 blieb sie dort, danach wechselte sie ihren Standort und ist heute am Hafen nicht weit entfernt vom Nordermarkt zu finden. Die alten Räumlichkeiten übernahm das Cafe Central.
Auch heute noch zeichnet sich der Nordermarkt durch seine historischen Bebauung aus, so dass er als eines der wichtigen Postkartenmotive der Stadt gilt. Seine Marktplatzfunktion hat er jedoch schon längst verloren und an den wesentlich größeren Südermarkt abgetreten.

## Neptunbrunnen

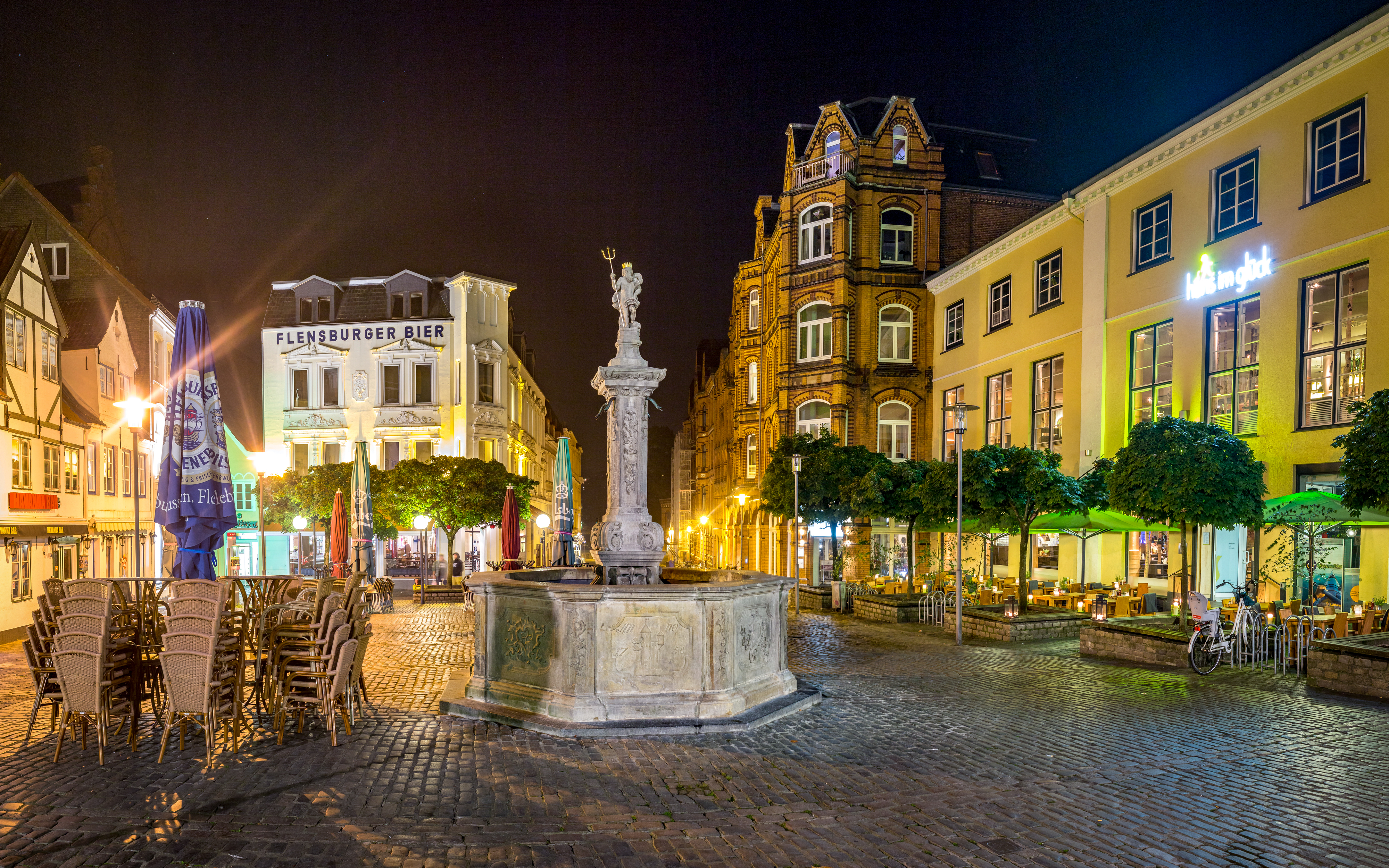
Der Neptunbrunnen auf dem Nordermarkt in Flensburg bei Nacht (2015)

Ein erster Nordermarktbrunnen wurde offenbar 1595 auf dem Südermarkt errichtet. Dieser erste Brunnen, der zeitgleich mit dem Schrangen entstand, war mit einem säulengetragenen Dach versehen. Der heute den Nordermarkt dominierende Neptunbrunnen (dänisch Neptunbrønden) entstand im Jahre 1758. Geschaffen hat den Rokoko-Brunnen L. Meymann. Dort unterziehen sich seit den 1980er-Jahren Schüler der Duborg-Skolen nach bestandenem Abitur einer „Neptuntaufe“.
Am selben Ort stahlen seit den 2000er-Jahren Souvenierjäger vermehrt den vergoldeten Dreizack, den König Neptun in der Hand hält. Nachdem die Neptunfigur im ersten Jahrzehnt nach der Jahrhundertwende mit violetter Farbe besprüht worden war und dessen Dreizack mitsamt der Hand abgebrochen wurde, verblieb die Figur über Jahre in diesem Zustand. 2013 stellte ein Gutachten des Landesamts für Denkmalpflege fest, dass der Brunnen auf Grund natürlichen Verschleißes, durch Vandalismus sowie durch Schwingungen im Untergrund, die vom Lieferverkehr für die Ladenlokale herrührten, stark beschädigt war. Erst im Jahr 2015 wurde der Brunnen mitsamt der Figur umfassend wieder renoviert. Der neu eingefügte Dreizack aus Metall wurde kurz darauf erneut gestohlen. Seitdem ersetzt der Verschönerungsverein Flensburg den Dreizack durch eine Kopie aus Gießharz, welche aber Sollbruchstellen aufweisen, damit der Vandalismus nicht noch zu weiteren Schäden an den Gliedmaßen führt. Der Verschönerungsverein Flensburg forderte in der Vergangenheit zum Schutz des Kulturdenkmals eine Videoüberwachung sowie einen Kranz mit sechzig Zentimeter langen Stahlspitzen sowie eine Bannmeile, um den Vandalismus dauerhaft zu beenden.

## Sage vom wachsenden Pfahl

### Sageninhalt
Eine alte Sage berichtet davon, dass einst eine junge Magd namens Mette Osthave durch den Bürgermeister Peter Pomerering des Diebstahls angeklagt wurde und vom Rat auf Grund seiner Einflussnahme zum Tode verurteilt wurde, obwohl es sich um ein geringes Vergehen gehandelt habe, wenn sie nicht sogar ganz und gar unschuldig gewesen sei. Als das zu Unrecht verurteilte Mädchen auf den Nordermarkt, der als Richtplatz dienen sollte, geführt worden sei, beteuerte sie laut, dass sie unschuldig sei, und bat Gott, den ungerechten Bürgermeister zu richten. Danach begann die Tortur. Sie wurde unter dem aufgestellten Galgen lebendig begraben und lebendig gepfählt. Der Pfahl wurde ihr direkt durchs Herz getrieben und letztendlich wurde sie im Stadtgraben verscharrt. Über diese Grausamkeit sei ganz Flensburg in Schrecken geraten. Doch der Pfahl auf dem Nordermarkt, mit dem das unschuldige Mädchen gepfählt worden war, ließ sich nicht dauerhaft beseitigen, denn er wuchs immer wieder erneut aus der Erde heraus. Dennoch, so behauptet die alte Sage, lasse der Rat den Pfahl jede Nacht aufs Neue absägen und abschlagen, selbst wenn er immer wieder nachwächst. Doch Peter Pomerering habe nach seinem Tod im Grabe keine Ruhe gefunden, er würde im Stadtgraben auf Grund seiner unrechten Taten als Gespenst, in der Gestalt eines großen, schwarzen Pudels, umherlaufen und würde nach dem Grab des Mädchens suchen.

### Sagenhintergrund
Den Bürgermeister Peter Pomerering hat es tatsächlich gegeben. Auch der Prozess gegen Mette Osthave wurde geführt. Die Prozessakten sind erhalten geblieben. Im Mittelalter wurden nachweislich tatsächlich Verurteilte lebendig begraben und anschließend gepfählt. Das Pfählen durchs Herz sollte wohl die Rückkehr der Hingerichteten als Wiedergänger, Nachzehrer oder Vampire verhindern. An Hinrichtungsstätten konnten jedoch Archäologen bisher keine Überreste von Menschen finden, die in Mitteleuropa im Mittelalter nachweislich gepfählt wurden, weshalb vermutet wird, dass die Skelette entweder schon zu stark zersetzt waren, so dass das Pfählen nicht mehr nachweisbar war oder ihre Gebeine an einem anderen Ort zu suchen sind. An Mette Osthave erinnert das Café Mette auf der Nordseite des Nordermarktes. Bei der Eingangstür des Traditionslokals hängt in einem Rahmen zur Erinnerung an das geschehene Unrecht das original Urteil zur Hinrichtung von Mette Osthave aus. 